# Klövskogs ortodoxa kyrka
Klövskogs ortodoxa kyrka (finska: Klaukkalan ortodoksinen kirkko), eller Helige Nektarios kyrka (Pyhän Nektarios Eginalaisen kirkko), är en finsk-ortodox träkyrkobyggnad belägen vid Kuononäsvägen 80 i byn Klövskog i Nurmijärvi kommun i landskapet Nyland i södra Finland.

## Historik
Klövskogs ortodoxa kyrka köptes 1993 och invigdes den 9 november 1997 av den dåvarande metropoliten av Helsingfors, Leo.

## Kyrkan

### Exteriör
Kyrkan är byggd i timmer.

### Inventarier
Ikonerna för ikonostasen och altarikonen målades av Aleksander Wikström.

## Bilder

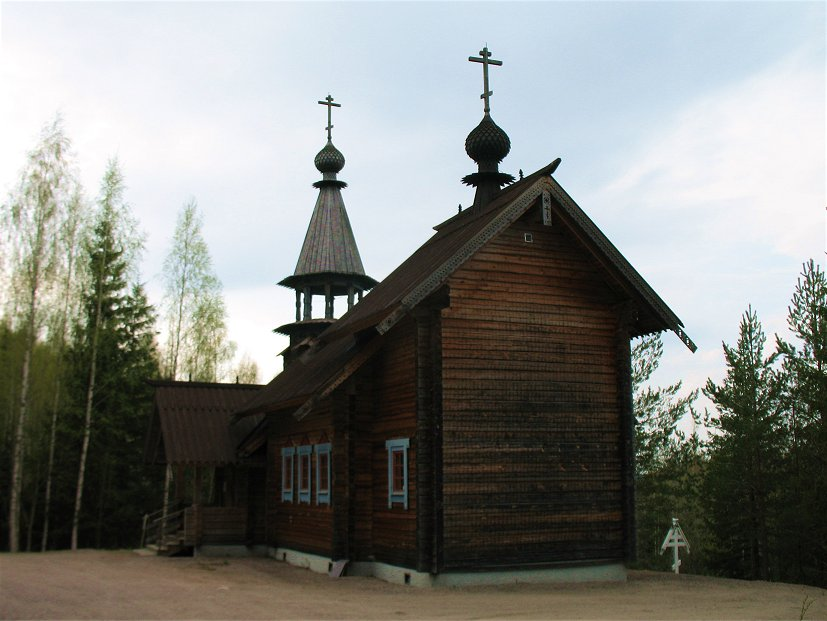
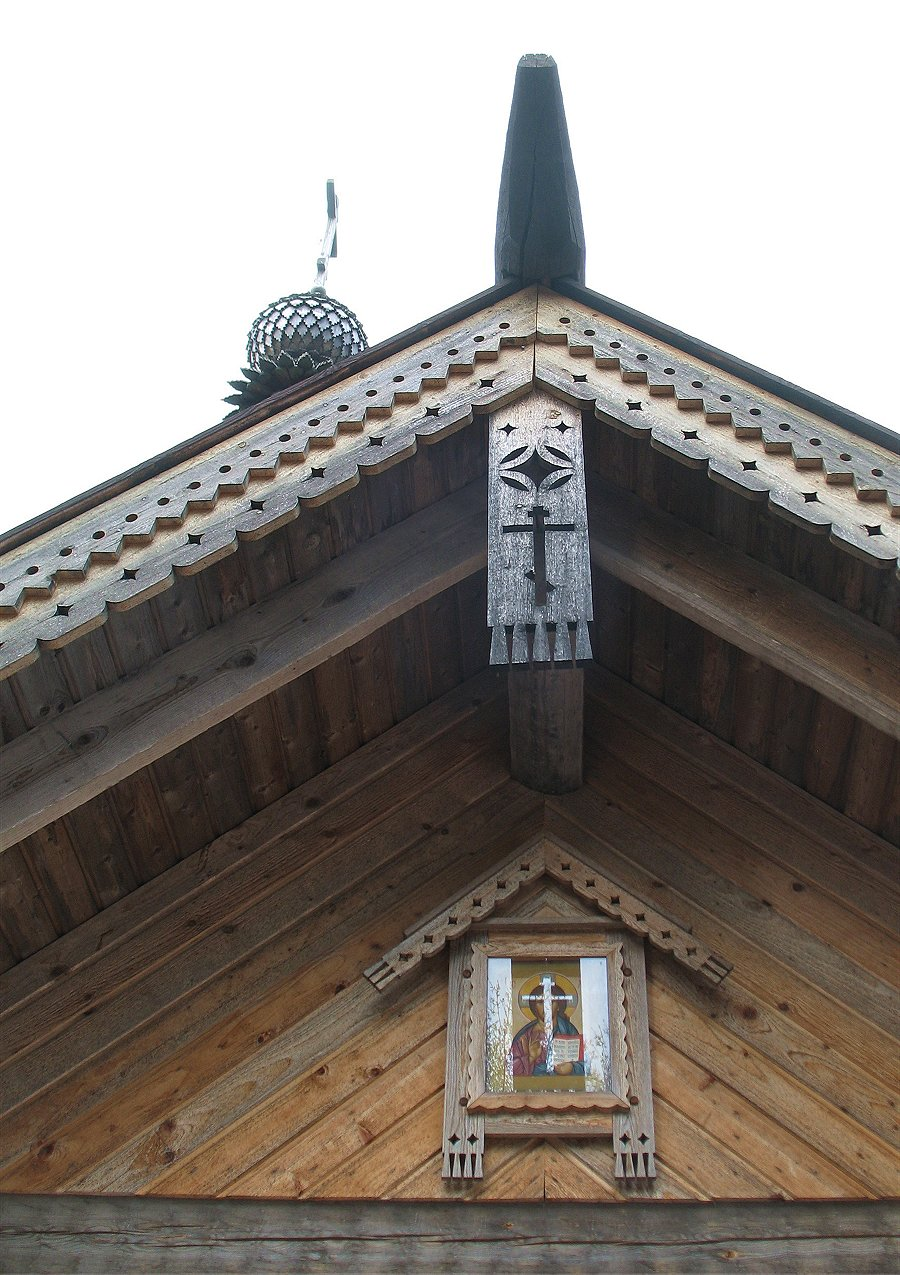
Närmare bild på fasaden.
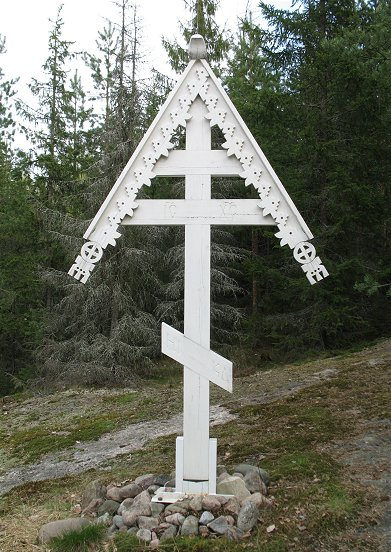
Ortodoxt kors vid kyrkan.

### Allmänna källor
- Klaukkalan kirkko — Helsingin ortodoksinen seurakunta (hos.fi)'
- Klaukkalan ortodoksinen kirkko – Ortodoksi.net